# Grotte du Pendu
La grotte du Pendu, ou  cueva de El Pendo en espagnol,  est une grotte préhistorique de la communauté autonome de la comarque de Santander en Cantabrie, Espagne. Elle a été occupée de 82000 av. J.-C. environ (Paléolithique moyen) à environ 1500 av. J.-C., avec une des stratigraphies les plus complètes de l'archéologie espagnole et qui inclut l'Asturien, l'Azilien, le Magdalénien, le Solutréen, l'Aurignacien et le Moustérien. À ce titre elle fait partie des principaux gisements en Espagne.
Elle a notamment permis d'établir une continuité culturelle entre le Magdalénien et l'Azilien (voir « Harpons et continuité culturelle »).
Elle est inscrite au patrimoine mondial de l'Unesco depuis juillet 2008, dans le site « Grotte d'Altamira et art pariétal paléolithique du Nord de l'Espagne ». Elle a été l'objet de nombreuses fouilles archéologiques ; c'est l'un des lieux les plus cités en archéologie préhistorique et une référence incontournable dans l'étude du Paléolithique espagnol.

## Localisation
La grotte, appelée en espagnol « cueva de El Pendo » ou parfois (plus rarement) « cueva de San Pantaleon », est située dans le barrio de El Churi, à Escobedo (es), sur la commune de Camargo, dans le sud-ouest de la comarque de Santander, à environ 15 km au sud-ouest de Santander.
Elle s'ouvre sur le flanc inférieur d'une grande doline.

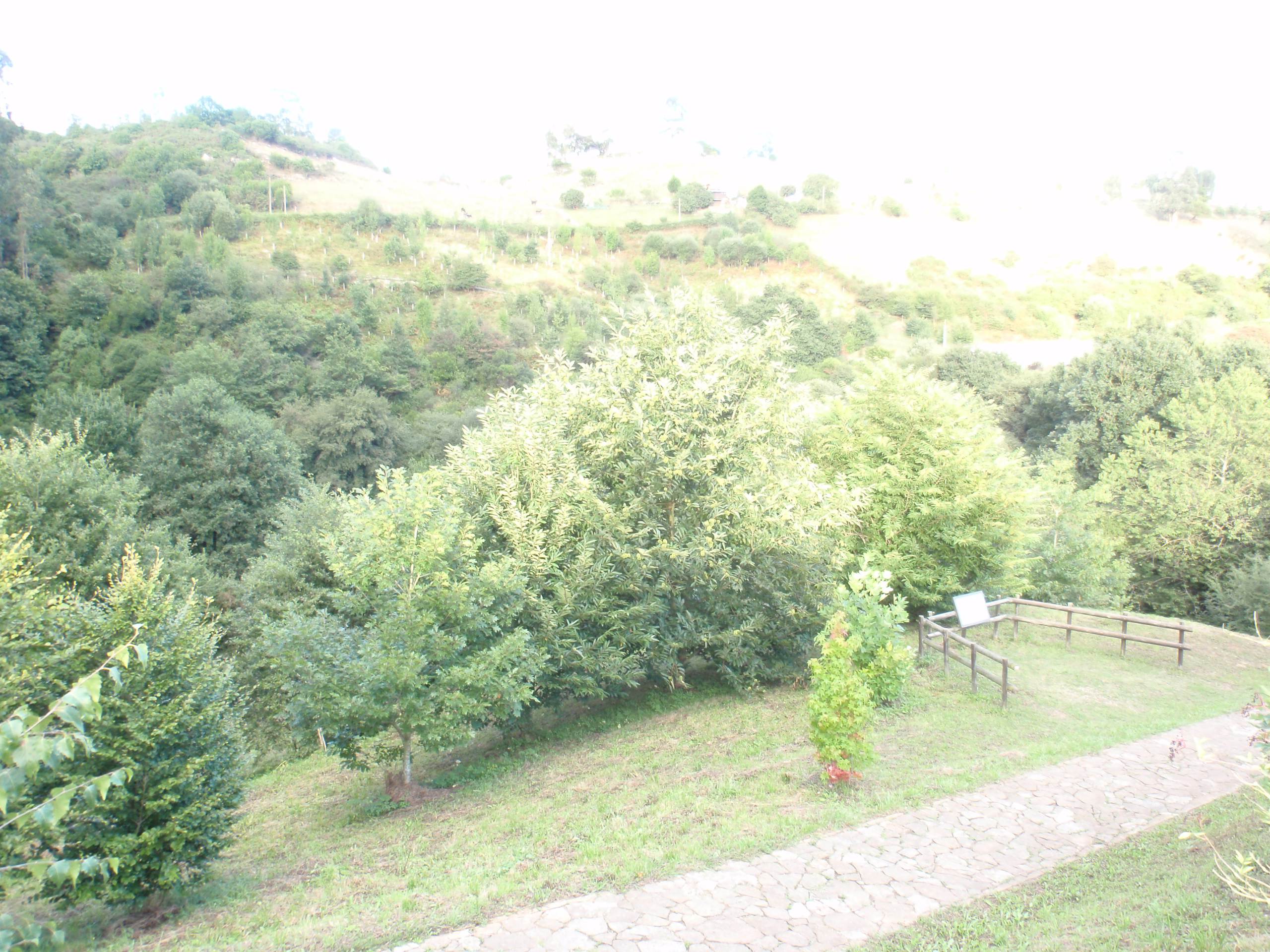
Environs de la grotte
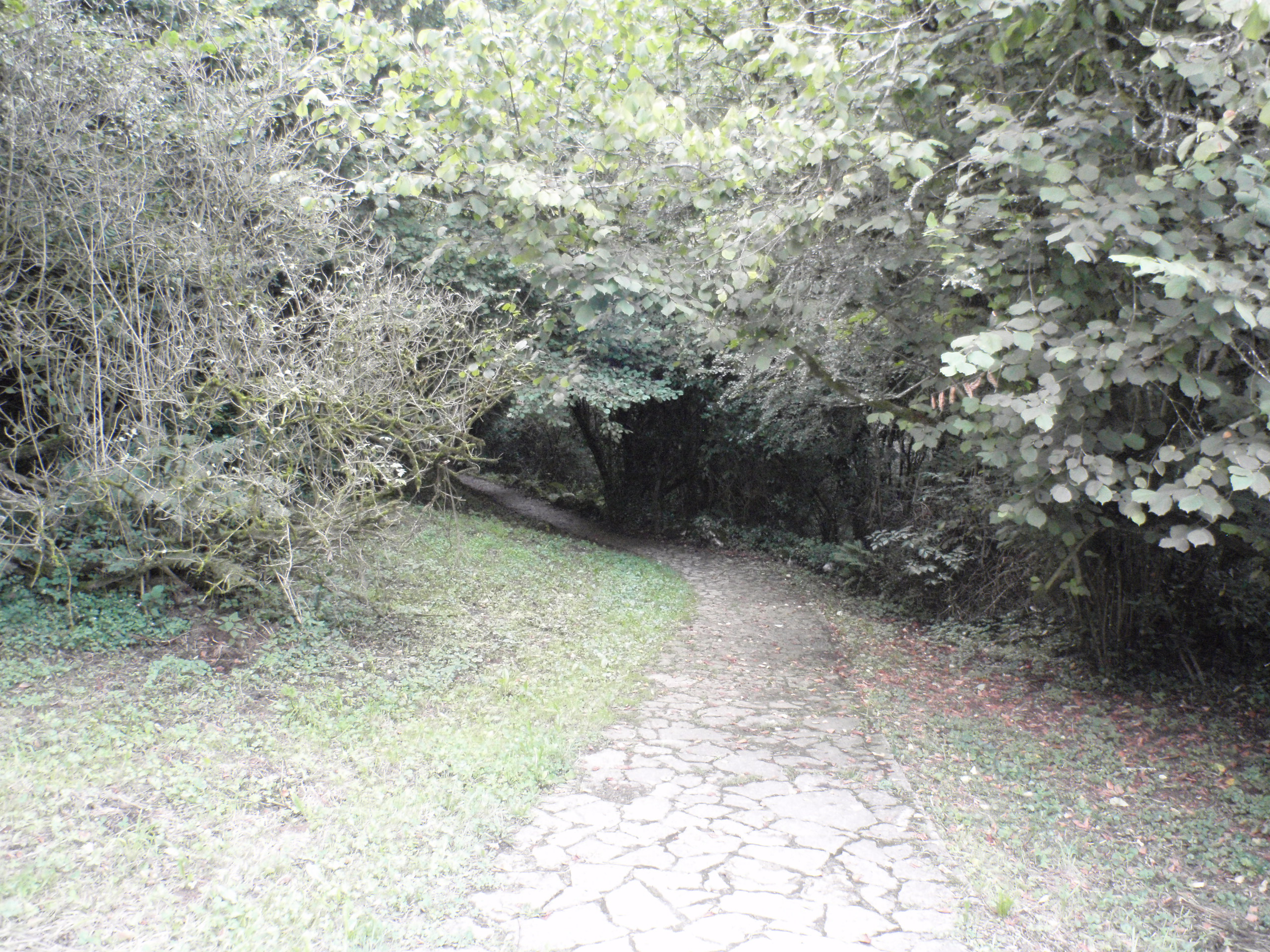
Approche de la grotte

## Description
Son seul accès est une ouverture sous arche orientée vers le sud, donnant sur un grand vestibule de 140 m de large par 40 m de profondeur et 20 m de haut.

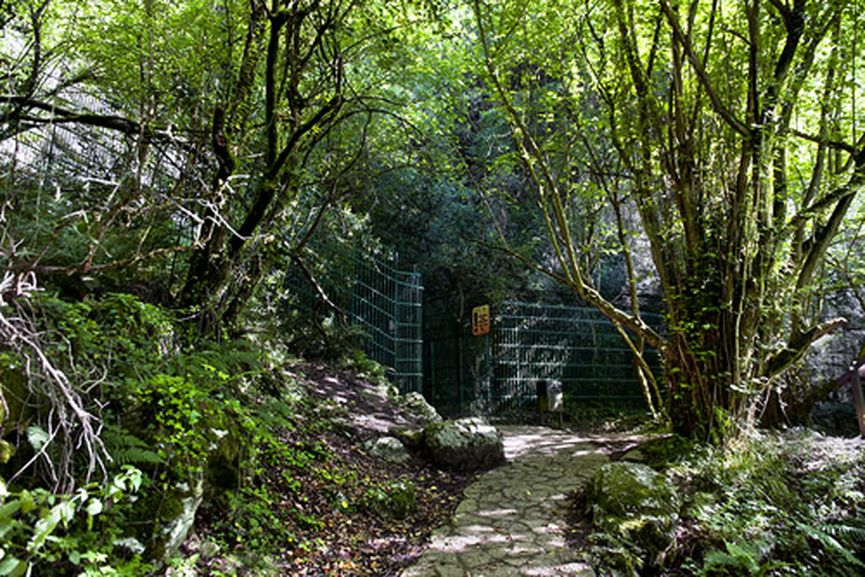
Portail protégeant l'accès à la grotte
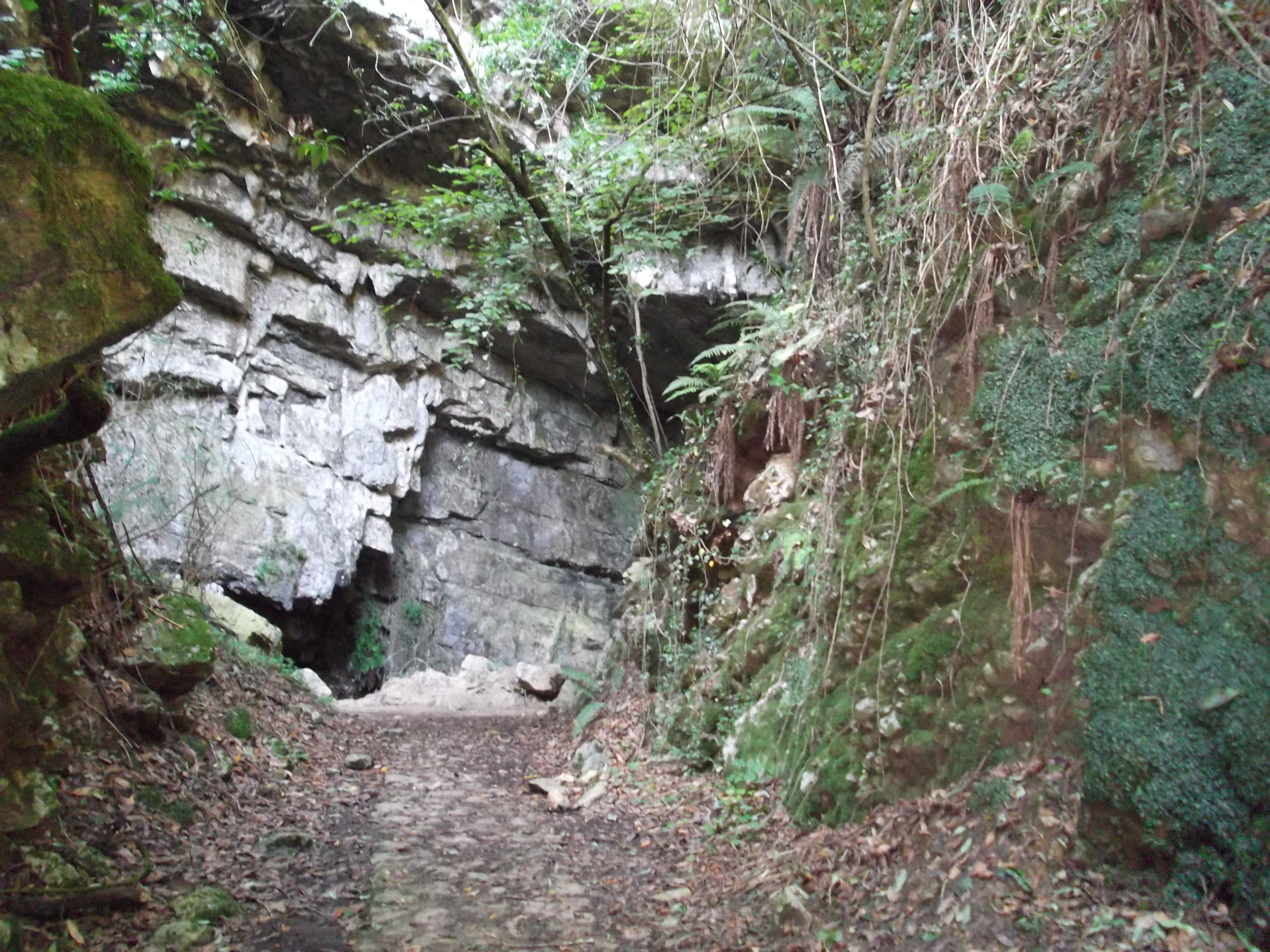
Entrée de la grotte

## Découverte et fouilles
La grotte est découverte en 1878 par Marcelino Sanz de Sautuola. Depuis, elle a été l'objet de nombreuses fouilles.
Les périodes 1924-1926 et 1932-1941 voient les fouilles de J. Carballo et J. González Echegaray. Larín fouille le site entre 1934 et 1941. Pendant les années 1950, le professeur Martínez Santa-Olalla dirige plusieurs fouilles successives. S'y déroule aussi le IIe Cours international d'archéologie de terrain (« Curso Internacional de Arqueología de Campo ») en été 1955.
Les fouilles de 1932 sont faites à droite de l'entrée de la grotte. Comme la stratigraphie présente des difficultés en ce lieu, les campagnes de fouilles suivantes se tournent vers de nouveaux lieux dans la grotte - notamment là où D. Marcelino de Sautuola a trouvé des objets paléolithiques à la fin du XIXe siècle ; mais la surface de cet endroit particulier a entre-temps été largement remaniée par les villageois qui y ont prélevé la terre noire pour amender leurs cultures. D'autres sondages sont donc aussi réalisés ailleurs. Ils révèlent de multiples niveaux, allant d'un Acheuléen quelque peu archaïque et de caractéristiques très particulières, à l’Asturien (juste avant l'âge du bronze).
Le site est également fouillé par Julio Martínez Santa-Olalla et A. Cheynier pour les deux campagnes de 1953-1954, 
J. González Echegaray en 1953 et 1955, 
et André Leroi-Gourhan et J. Chavaillon en 1956-1957. V. Ruiz Argilés est également présent à chacune des cinq campagnes entre 1953-1957. 
Arlette Leroi-Gourhan étudie la palynologie du site,.

## Stratigraphie
La séquence stratigraphique et archéologique commence au plus tard vers 82 000 B.C. (Paléolithique moyen), pour s'arrêter vers 1 500 B.C..
En 1980 nous trouvons la stratigraphie suivante :
- niveau I : Azilien
- niveau II : Magdalénien final
- niveaux IIa à IIg : Magdalénien supérieur
- niveaux III et IV : Aurignacien tardif
- niveau V : Gravettien
- niveaux VI à X : Aurignacien et Moustérien[12]
- niveau XI à XIII : Moustérien[13]

Le niveau du Magdalénien VI (niveau IIg d'El Pendo) est recouvert d'une couche stalagmitique de 40 cm d'épaisseur, qui le préserve du mélange avec les couches supérieures.

## Principales trouvailles
En 1907 Alcalde del Río découvre au fond de la grotte des gravures datées du Magdalénien inférieur qui représentent un oiseau et peut-être un cheval.
Les fouilles du père Jesús Carballo, fondateur du MUPAC, entre 1932 et 1934 dévoilent une des plus grandes collections d'art mobilier de l'Espagne péninsulaire, dont le célèbre bâton perforé.
Pendant l'Âge du bronze, le lieu est utilisé comme espace rituel : des offrandes sont déposées parmi le chaos de blocs de pierres.
Un grand panneau de peintures murales est découvert en 1997.

## Art pariétal
Pendant longtemps, le seul art pariétal connu reste les deux figures gravées (oiseau et peut-être cheval) découvertes en 1907.
Puis un grand panneau de peintures murales est découvert le 21 août 1997 : la « frise de peintures », de 25 m de long, est visible depuis tout le vestibule principal. Elle inclut une vingtaine de figures figures peintes en rouge, dont 12 hind, une chèvre, un cheval, deux figures zoomorphes indéterminées et plusieurs sortes de signes teles que des points, des disques et des lignes. Comme à Covalanas, les silhouettes des figures sont surlignées avec des lignes de points. Certains motifs combinent ces lignes de points avec un tracé linéaire en plein. L'unité de composition de la frise indique une exécution synchronique : inclusion des figures dans la frise, similitudes techniques dans les dessins et le style (divisions internes, figures partiellement ou totalement remplies de couleur, etc). Cette frise a été datée approximativement à 20 000 B.C..

Vues partielles de la frise peinte dans la salle principale
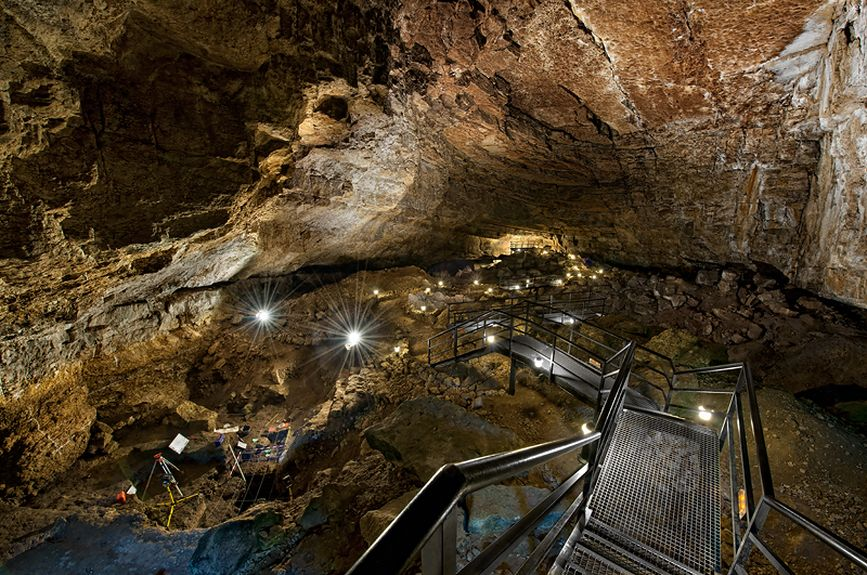
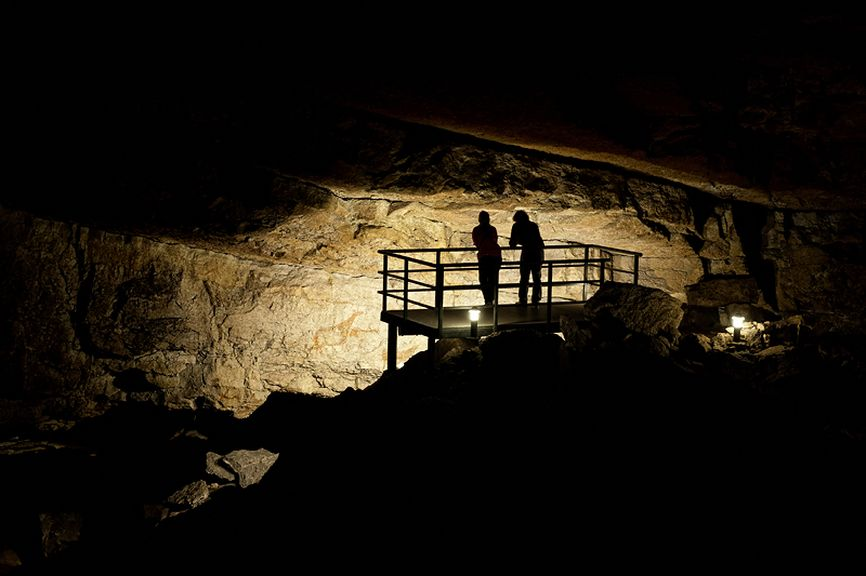

## Art mobilier

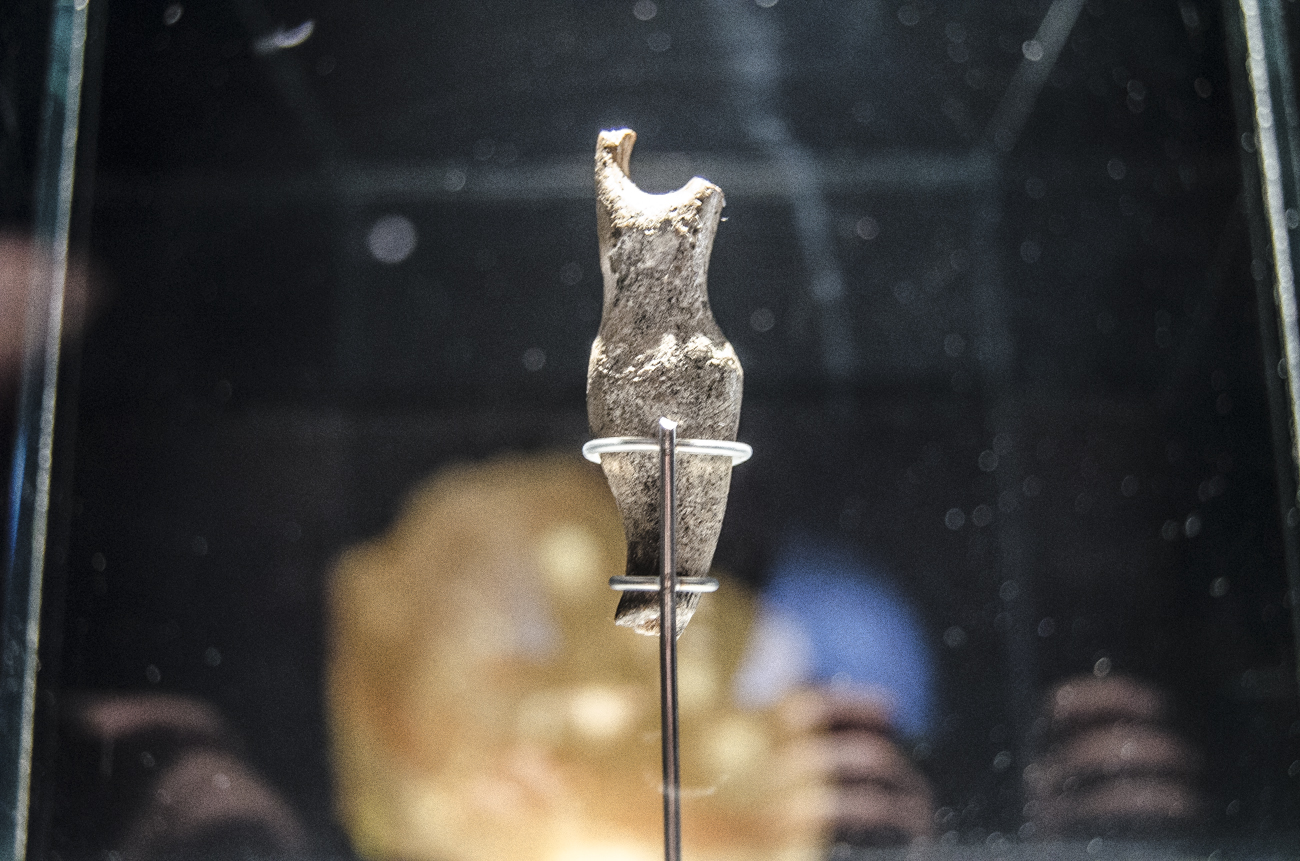
La « vénus » de El Pendo, bois de cerf
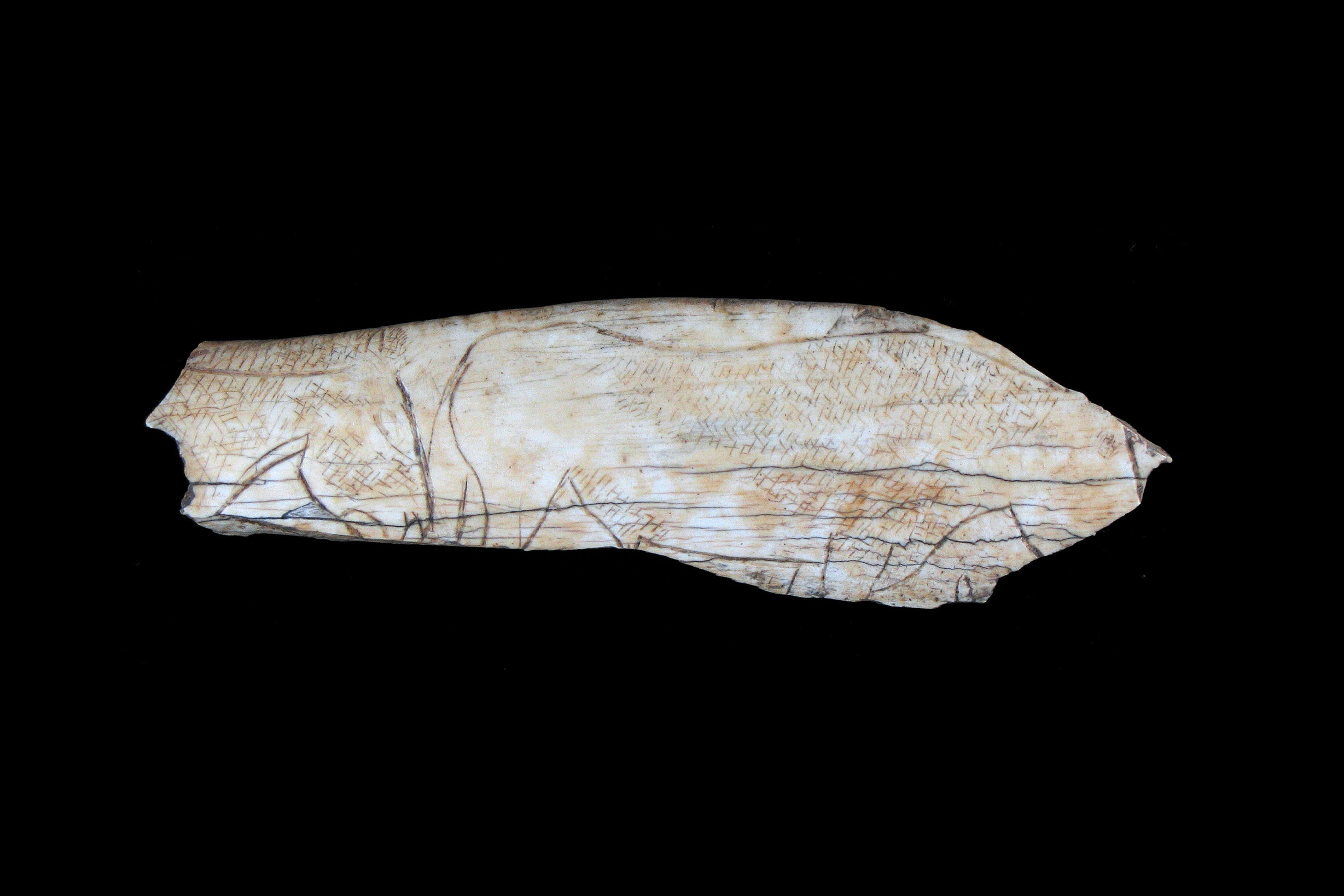
Cheval et auroch gravés, diaphyse d'os
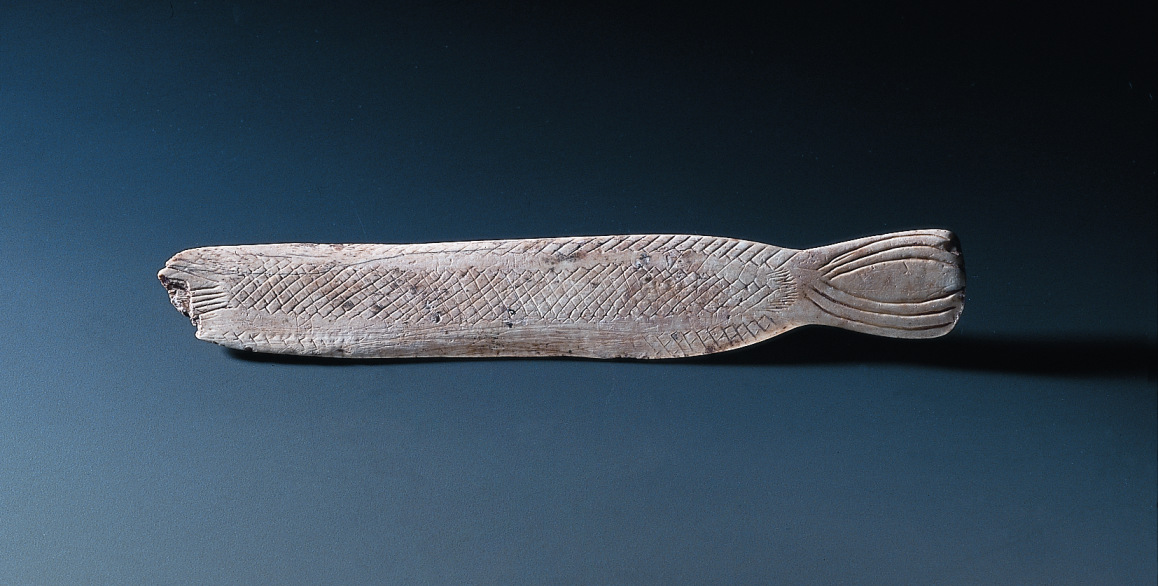
Spatule en os gravée d'un poisson

## Autre mobilier

### Harpons et continuité culturelle
Dans le niveau correspondant au Magdalénien VI (fin du Magdalénien) ont été trouvés des harpons plats (de type azilien) mélangés avec des harpons cylindriques (de type magdalénien). La plupart ont été percés d'un trou à la base, une caractéristique des harpons cantabriques. Sont également présents des harpons de type intermédiaire, démontrant l'évolution d'un type à l'autre.
Carballo & Echegaray (1952) en concluent que l'Azilien cantabrique est apparu avec une évolution naturelle du Magdalénien (par opposition à l'intégration d'une culture azilienne importée). Ce constat remet en cause l'hypothèse d'Obermaier, qui pensait qu'après l'apogée du Magdalénien cantabrique (qu'il appelait Magdalénien V, équivalent au Magdalénien VI de H. Breuil), le harpon disparaissait en Cantabrie pour ne réapparaître qu'à l'Azilien.

## Protection

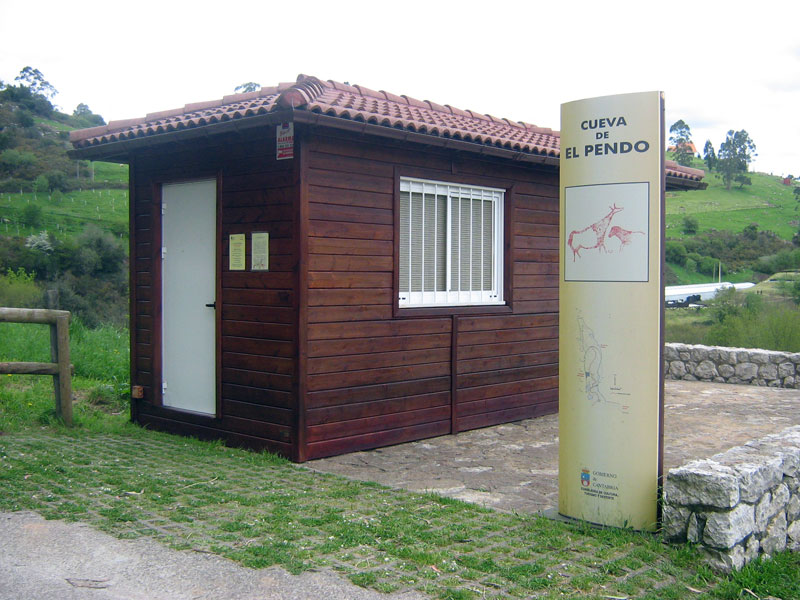
Point d'information sur la grotte

Le 25 juin 1985 est passée la loi 16/1985 sur le Patrimoine espagnol, déclarant comme Bien d'intérêt culturel (Bien de Interés Cultural) toutes les grottes espagnoles contenant de l’art rupestre.
En 2008, dix-sept grottes espagnoles ornées de peintures rupestres du Paléolithique, dont la grotte d'El Castillo et les grottes proches, sont classées au patrimoine mondial de l'Unesco par adjonction au site d'Altamira (grotte classée au patrimoine mondial depuis 1985), sous la dénomination de « Grotte d'Altamira et art rupestre paléolithique du Nord de l'Espagne »,.
Depuis 2016 la grotte fait partie de l'« espace naturel d'intérêt spécial » (área natural de especial interés - ANEI) « Cuevas del Pendo-Peñajorao ».
La zone tampon de la grotte du Pendu est de 63,79 ha. Aucune construction ne peut y être bâtie, aucune construction existante modifiée, aucun prélèvement d'eau effectué, sans l’autorisation du Conseil régional de la Culture.